# 2010年中華民國直轄市議員選舉
2010年中華民國直轄市議員選舉是2010年中華民國直轄市公職人員選舉（又稱2010年五都選舉）的一部份，於2010年11月27日舉行。

## 五都統計

### 各政黨參選狀況

#### 臺北市

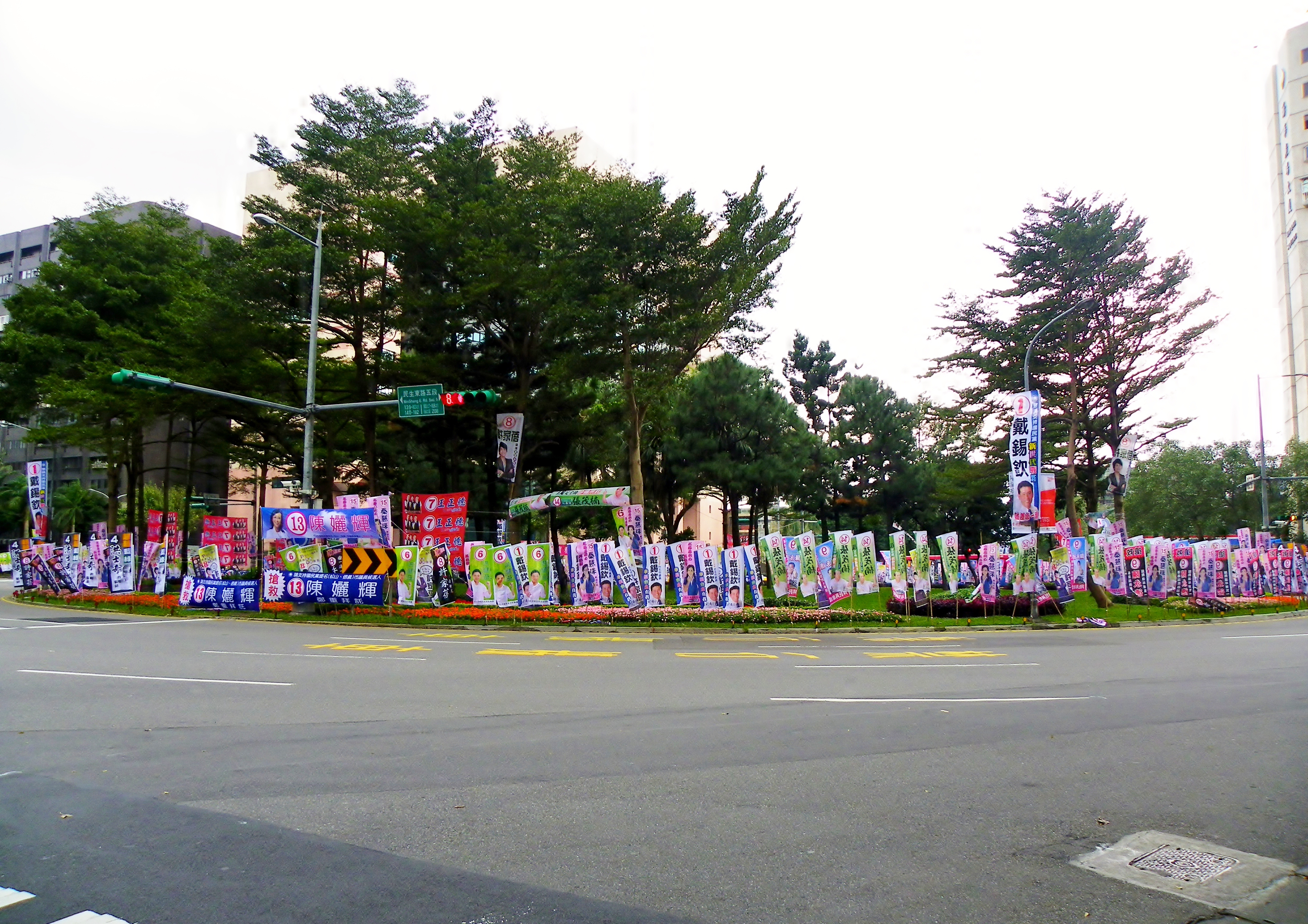
市議員競選活動期間，插滿候選人旗幟的臺北市松山區民生圓環。

本屆市議員應選六十二席，比上次選舉增加十席，但除李仁人交棒給女兒郭昭巖、李銀來傳承給兒子李芳儒外，其餘五十九名現任議員皆爭取連任，各政黨高額提名，競爭相當激烈。中國國民黨提名人數三十三人超過應選席次半數，展現在議會過半數的決心，民主進步黨比國民黨少三人，三十名位參選人也算是高額提名，泛藍政黨親民黨這次推出七位候選人，新黨五人、泛綠政黨台聯推出四人，訴求環保人權的國際政黨台灣綠黨則推出五人參選，另有二十五位候選人以無黨籍參選。
根據媒體九月二十八日民意調查顯示，本屆市議員選舉，有高達31.2%的民眾選擇投給國民黨的候選人，22.3%的民眾選擇投給民進黨候選人，新黨候選人獲得 6.2%，親民黨2.2%、台聯1.5%，只推出五人參選，訴求環保的台灣綠黨則意外獲得2.5%，在各政黨中排名第四，有機會影響戰局；另有34.1%尚未決定或準備投給無黨籍的候選人，顯示台北市基層選舉藍大於綠的情形沒有明顯變化。

### 選舉結果

#### 政黨
各政黨直轄市議員當選名額：
| 政黨                   | 臺北市 | 新北市 | 臺中市 | 臺南市 | 高雄市 | 政黨席次小計 |
| ---------------------- | ------ | ------ | ------ | ------ | ------ | ------------ |
| 中國國民黨             | 31     | 30     | 27     | 13     | 29     | 130          |
| 親民黨                 | 2      | 0      | 1      | 0      | 1      | 4            |
| 新黨                   | 3      | 0      | —      | 0      | 0      | 3            |
| 泛藍陣營小計           | 36     | 30     | 28     | 13     | 30     | 137          |
| 民主進步黨             | 23     | 28     | 24     | 27     | 28     | 130          |
| 台灣團結聯盟           | 1      | 0      | 1      | 0      | 0      | 2            |
| 制憲聯盟               | 0      | —      | —      | —      | —      | 0            |
| 泛綠陣營小計           | 24     | 28     | 25     | 27     | 28     | 132          |
| 臺灣綠黨               | 0      | 0      | —      | —      | —      | 0            |
| 台灣民意黨             | —      | —      | —      | 0      | —      | 0            |
| 無黨籍及未經政黨推薦者 | 2      | 8      | 10     | 17     | 8      | 45           |
| 其他政黨及無黨籍小計   | 2      | 8      | 10     | 17     | 8      | 45           |

中華民國直轄市議員選舉政黨得票數：
| 政黨                   | 得票數    | 得票率 |  |
| ---------------------- | --------- | ------ |  |
| 中國國民黨             | 2,890,154 | 38.63% |  |
| 民主進步黨             | 2,643,828 | 35.34% |  |
| 親民黨                 | 151,661   | 2.03%  |  |
| 台灣團結聯盟           | 126,359   | 1.69%  |  |
| 新黨                   | 95,050    | 1.27%  |  |
| 臺灣綠黨               | 24,650    | 0.33%  |  |
| 制憲聯盟               | 188       | 0.00%  |  |
| 台灣民意黨             | 138       | 0.00%  |  |
| 政黨得票數總計         | 5,932,028 | 79.28% |  |
| 無黨籍及未經政黨推薦者 | 1,549,926 | 20.72% |  |

#### 臺北市
| 政黨                   | 共62席 | 共62席  | 共62席 |  |
| ---------------------- | ------ | ------- | ------ |  |
| 政黨                   | 席次   | 得票數  | 得票率 |  |
| 中國國民黨             | 31     | 637,255 | 44.93% |  |
| 民主進步黨             | 23     | 516,140 | 36.39% |  |
| 新黨                   | 3      | 74,116  | 5.23%  |  |
| 親民黨                 | 2      | 65,550  | 4.62%  |  |
| 台灣團結聯盟           | 1      | 36,302  | 2.56%  |  |
| 臺灣綠黨               | 0      | 16,329  | 1.15%  |  |
| 制憲聯盟               | 0      | 188     | 0.11%  |  |
| 無黨籍及未經政黨推薦者 | 2      | 72,455  | 5.11%  |  |

#### 新北市
| 政黨                   | 共66席 | 共66席  | 共66席 |  |
| ---------------------- | ------ | ------- | ------ |  |
| 政黨                   | 席次   | 得票數  | 得票率 |  |
| 中國國民黨             | 30     | 831,590 | 39.74% |  |
| 民主進步黨             | 28     | 724,807 | 34.64% |  |
| 親民黨                 | 0      | 40,755  | 1.95%  |  |
| 台灣團結聯盟           | 0      | 33,789  | 1.61%  |  |
| 新黨                   | 0      | 18,807  | 0.9%   |  |
| 臺灣綠黨               | 0      | 8,321   | 0.4%   |  |
| 無黨籍及未經政黨推薦者 | 8      | 434,368 | 20.76% |  |

#### 臺中市
| 政黨                   | 共63席 | 共63席  | 共63席 |  |
| ---------------------- | ------ | ------- | ------ |  |
| 政黨                   | 席次   | 得票數  | 得票率 |  |
| 中國國民黨             | 27     | 531,365 | 37.64% |  |
| 民主進步黨             | 24     | 460,345 | 32.61% |  |
| 台灣團結聯盟           | 1      | 24,396  | 1.73%  |  |
| 親民黨                 | 1      | 9,247   | 0.66%  |  |
| 無黨籍及未經政黨推薦者 | 10     | 386,217 | 27.36% |  |

#### 臺南市
| 政黨                   | 共57席 | 共57席  | 共57席 |  |
| ---------------------- | ------ | ------- | ------ |  |
| 政黨                   | 席次   | 得票數  | 得票率 |  |
| 民主進步黨             | 27     | 378,139 | 37.01% |  |
| 中國國民黨             | 13     | 288,861 | 28.27% |  |
| 親民黨                 | 0      | 5,774   | 0.57%  |  |
| 台灣團結聯盟           | 0      | 4,701   | 0.46%  |  |
| 新黨                   | 0      | 810     | 0.08%  |  |
| 台灣民意黨             | 0      | 138     | 0.01%  |  |
| 無黨籍及未經政黨推薦者 | 17     | 343,300 | 33.6%  |  |

#### 高雄市
| 席次                   | 得票數 | 得票率  |        |
| 中國國民黨             | 29     | 601,083 | 39.08% |
| 民主進步黨             | 28     | 564,397 | 36.7%  |
| 親民黨                 | 1      | 30,335  | 1.97%  |
| 台灣團結聯盟           | 0      | 27,171  | 1.77%  |
| 新黨                   | 0      | 1,317   | 0.09%  |
| 無黨籍及未經政黨推薦者 | 8      | 313,586 | 20.39% |

## 偵查賄選

### 新北市
第3選舉區（蘆洲區、三重區）某市議員候選人賄選疑案
新北市第3選區某市議員候選人的楊姓、洪姓樁腳利用抄錄選舉人名冊時，以1000元買票，於2010年11月22日被檢方約談後收押。檢方自樁腳處查獲「買票名冊」，名冊詳列上百位選民的地址及買票金額，已有選民坦承收賄、並繳出賄款，檢方決定選後進行大規模約談。
第4選舉區（板橋區）某市議員候選人賄選疑案一
第4選舉區某市議員候選人擔任某協會理事長，協會李姓總幹事為其樁腳。2010年11月23日，板橋地檢署查獲李姓樁腳涉嫌在九、十月間，以3000元向協會會員買票，另透過多名下游以每票500元向選民買票，檢方約談搜索李某及會員，隨後聲押李姓樁腳。
第4選舉區（板橋區）某市議員候選人賄選疑案二
板橋區某市議員候選人涉嫌以贈送醃漬蔬菜進行賄選被檢舉，2010年11月25日，再度被檢舉涉嫌以500元買票。檢方約談涉嫌買票的吳姓夫婦及選民，認為吳姓夫婦涉及賄選情節重大，且有串證、滅證之虞，向法院聲押獲准。
第7選舉區（樹林區、鶯歌區、土城區、三峽區）某市議員候選人賄選疑案
土樹三鶯區有市議員候選人透過楊姓樁腳，十月起透過謝姓、程姓友人介紹賴姓、張姓鄰長等人，以每票3000元賄選，楊姓樁腳同時委託卓姓樁腳抄錄選舉人名冊，再依名冊行賄柯姓、張姓選民。2010年11月25日，檢方會同縣調站及警方搜索相關人士住所，並傳訊楊姓樁腳及謝姓、程姓友人及賴姓鄰長四人，聲押楊姓樁腳獲准。

### 臺中市
第一選舉區（大甲區、大安區、外埔區）市議員候選人賄選疑案
大甲鎮某市議員候選人樁腳劉竹富，涉嫌以每票500元買票，2010年11月27日遭羈押，劉某妻子陳美如、選民李錦子2人獲交保。
第二選舉區（清水區、梧棲區、沙鹿區）市議員候選人賄選疑案
2010年11月23日，台中地檢署查獲某市議員候選人樁腳黃文錐、蘇媚馨在清水鎮清埔里、橋頭里、北寧里、中社里，及沙鹿鎮南勢里、北勢裡一帶賄選；2010年11月24日，樁腳黃文錐、蘇媚馨遭收押禁見，另4名樁腳王春木、陳李美足、楊林麗卿、林美蘭等人各以2萬交保。
第五選舉區（神岡區、大雅區、潭子區）市議員候選人賄選疑案
第五選區潭子、大雅、神岡地區，某市議員候選人疑似透過樁腳張春草，以每票500元進行賄選，檢方查扣8000元疑似賄款，傳喚30多人到案，張春草以10萬元交保。
第十三選舉區（大里區、霧峰區）市議員候選人賄選疑案
台中縣霧峰鄉某市議員候選人涉嫌透過樁腳發放「走路工」給選民，每票1000元。2010年11月18日，台中地檢署傳訊樁腳張春夏、謝梅枝，2010年11月19日，張春夏遭羈押；謝梅枝則獲交保。地檢署傳訊15名選民，多人坦承收賄，目前查出疑似向六十多人賄選，發出六萬多元賄款。
第十四選舉區（東勢區、石岡區、新社區、和平區）國民黨籍候選人陳萬通涉及賄選案
國民黨市議員候選人陳萬通被檢舉，聯合里長候選人詹前石以洋酒禮盒、每票500元進行賄選。2010年12月8日、台中地檢署傳喚陳萬通、詹前石及樁腳、選民等百餘人到案，全數否認行賄收賄，詹前石5萬元交保。是否是錢尚未撒出？還是另有用途，檢方表示再進行瞭解。警方在陳萬通的兩名樁腳住處分別查獲59萬元、8萬5千元，及硬碟、存摺、酒禮盒、茶葉禮盒等物品。另外有多名選民的住家查到同款品牌的酒禮盒。
第十五選舉區（居住臺中市之平地原住民）候選人洪金福賄選疑案
平地原住民市議員候選人洪金福的妻子陳秀美、樁腳林榮祥、張建豐，坦承以每票5千元進行買票，檢方偵訊後以3萬到10萬交保。
第十六選舉區(居住臺中市之山地原住民)某市議員候選人賄選疑案
山地原住民也傳出賄選，接獲檢舉有人送一包檳榔、一包巧克力及1千元現金行賄，檢方傳訊多人偵訊中。

### 臺南市
第二選舉區（鹽水區、新營區、柳營區）顏炎釧涉及賄選案
無黨籍市議員參選人、現任台南縣議員顏炎釧涉嫌在臺南縣新營市、鹽水鎮等地以每票新臺幣500元代價買票，臺南地方法院檢察署經過3次搜索，查獲疑似賄選金新臺幣1600多萬元現金，2010年11月20日將顏炎釧夫婦以及弟媳王月霞收押。顏炎釧成為本次大台南市議員選舉中，第一位被收押的市議員候選人。選舉結果揭曉後，顏炎釧以第4高票當選。2010年11月29日台南地檢署初步決定對顏炎釧提起「當選無效之訴」。

### 高雄市
第十一選舉區（大寮區、林園區）孫祈政涉及賄選案
檢調單位接獲檢舉，指中國國民黨籍市議員候選人孫祈政涉嫌賄選。2010年11月19日，高雄地方法院檢察署搜索孫祈政競選總部，查扣現金近二萬元、名冊、傳單等疑似賄選證物，並傳喚樁腳和選民共61人。有25位選民坦承受賄，並當場交出賄款，孫祈政遭拘提並聲請羈押獲准，成為本次選舉第一位市議員候選人遭羈押案件。2010年11月21日，高雄地檢署清查扣案名冊，發現涉案選民高達15906人，下午傳喚上百名選民。檢方對本案蒐證完整，從候選人、樁腳、到受賄選民，上、中、下游一舉查獲。檢方為鼓勵被告自新，對於坦承不諱並繳出賄款者，將予以緩起訴處分。為了獲得緩起訴處分，涉案選民紛紛自首，部分涉案樁腳甚至「幫忙」檢方收回賄款。